# Cândido Pamplona Forjaz
Cândido de Menezes Pamplona Forjaz de Lacerda ComM (Angra do Heroísmo, 13 de Agosto de 1901 — Angra do Heroísmo, 14 de Novembro de 1987) foi um professor, político, empresário e jornalista açoriano, que, entre outras funções, foi deputado à Assembleia Nacional, governador civil do Distrito Autónomo de Angra do Heroísmo e dirigente distrital da União Nacional. Foi sócio fundador do Instituto Histórico da Ilha Terceira, do Instituto Açoriano de Cultura e do Instituto Cultural de Ponta Delgada.

## Biografia
Cândido Forjaz fez os seus estudos primários na sua cidade natal, tendo iniciado os seus estudos secundários no Liceu Nacional de Angra do Heroísmo, vindo a concluí-los no Colégio Moderno, na cidade de Coimbra. Destinado a cursar engenharia, matriculou-se em 1919 no Instituto Superior Técnico, em Lisboa, mas desistiu do curso, transferindo-se para a cidade belga de Liège, onde estudou engenharia até 1921, regressando aos Açores sem concluir o curso.
Fixou-se em Angra do Heroísmo, em cujo liceu ensinou língua francesa, como professor provisório até 1927, ano em que se matriculou no curso de Filologia Românica da Faculdade de Letras de Lisboa, licenciando-se em 1931. Concorreu a um lugar de professor de francês no ensino secundário e depois passar por vários liceus, foi colocado como professor efectivo do Liceu Nacional de Angra do Heroísmo, funções que exerceu de 1935 a 1965, sendo reitor da daquela instituição nos anos de 1942 a 1944.
Partidário da União Nacional, de que foi presidente da comissão distrital entre 1937 e 1942, paralelamente à carreira docente foi ocupando vários cargos políticos de relevo, entre os quais o de presidente da Junta Geral do Distrito Autónomo de Angra do Heroísmo (1942-1944), deputado à Assembleia Nacional (1942-1944) e governador civil  de Angra do Heroísmo (1944-1952).
Iniciou muito jovem a sua colaboração com diversos periódicos, deixando vasta obra dispersa, em particular no Açoriano Oriental, no Açores e em A União. Foi director  entre 1937 e 1942 do jornal A Pátria, um periódico de Angra do Heroísmo que fora adquirido pela União Nacional. Quando aquele periódico encerrou, fundou o Diário Insular, periódico de que foi director de 1962 a 1974. Apesar da sua ligação ao Estado Novo, alguns dos seus artigos foram sujeitos a censura.
Em 1980 fundou o periódico O Futuro, que dirigiu até 1983, ano em que deixou de se publicar, continuando a defender com vigor as suas ideias e o que considerava serem os interesses da ilha Terceira e dos Açores. Germanófilo durante a Segunda Guerra Mundial e adepto de um Estado forte e centralizador, não defendeu a autonomia política dos Açores, optando por soluções de ordem financeira que favorecessem o desenvolvimento distrital e procurando uma estrutura institucional que permitisse a sobrevivência dos distritos, temendo que a sua extinção correspondesse à centralização do poder político açoriano na cidade de Ponta Delgada.
Na área cívica e empresarial, foi presidente da Junta Autónoma dos Portos de Angra do Heroísmo (1955 a 1967), da mesa da assembleia geral do Grémio do Comércio de Angra do Heroísmo (1963 a 1968), membro da direcção da Associação Comercial de Angra do Heroísmo (1977 a 1979) e da mesa da assembleia geral da Câmara do Comércio e Indústria dos Açores (1981 a 1985) e sócio-gerente de várias empresas.
Interessou-se pela cultura, em particular pela História, sendo sócio fundador do Instituto Histórico da Ilha Terceira, do Instituto Açoriano de Cultura e do Instituto Cultural de Ponta Delgada.
Foi agraciado em 1982 com o título de cidadão honorário de Angra do Heroísmo e a 6 de Abril de 1988 recebeu a título póstumo o grau de Comendador da Ordem do Mérito.

## Obras publicadas
Entre outras, Cândido Pamplona Forjaz é autor das seguintes obras:
- Cinco anos de administração pública: relatório. Angra do Heroísmo, edição do Governo Civil (1950).
- "Um episódio da história terceirense narrado pelo Dr. Francisco Jerónimo da Silva: o governo do general Stockler". Boletim do Instituto Histórico da Ilha Terceira, X: 1-39 (1952).
- A autonomia administrativa dos Açores. Angra do Heroísmo, Ed. do Autor (1964).
- Os Açores e o actual sistema de comunicações. Angra do Heroísmo, Ed. do Autor (1965).
- Progressismo, comunismo e oposição. Angra do Heroísmo, Ed. do Autor (1965)
- Autonomia – problema da hora que passa: mais um erro do governo perante a FLA. Angra do Heroísmo, Ed. do Autor (1975).
- Outros tempos ... outras gentes, Angra do Heroísmo, Ed. do Autor (1975).
- Passada a tempestade ... causas remotas e recentes dos acontecimentos de Ponta Delgada de 6 de Junho de 1975. Angra do Heroísmo, Ed. do Autor (1975, com 2.ª edição revista e aumentada).
- A era fatídica do 28 de Maio: realidades esquecidas de ontem e de hoje e que o respeito da verdade impõe não esquecer. Angra do Heroísmo, Ed. do Autor (1976).
- Memórias. Angra do Heroísmo, Edição dos filhos do Autor (1984).
- Açores, autonomia ou independência – seguido de oito anos de autonomia autocrática. Angra do Heroísmo, Ed. do Autor (1985).